# Melasina immanis
Melasina immanis är en fjärilsart som beskrevs av Edward Meyrick 1908. Melasina immanis ingår i släktet Melasina och familjen säckspinnare. Inga underarter finns listade i Catalogue of Life.